# Propagandaschlacht ums Klima

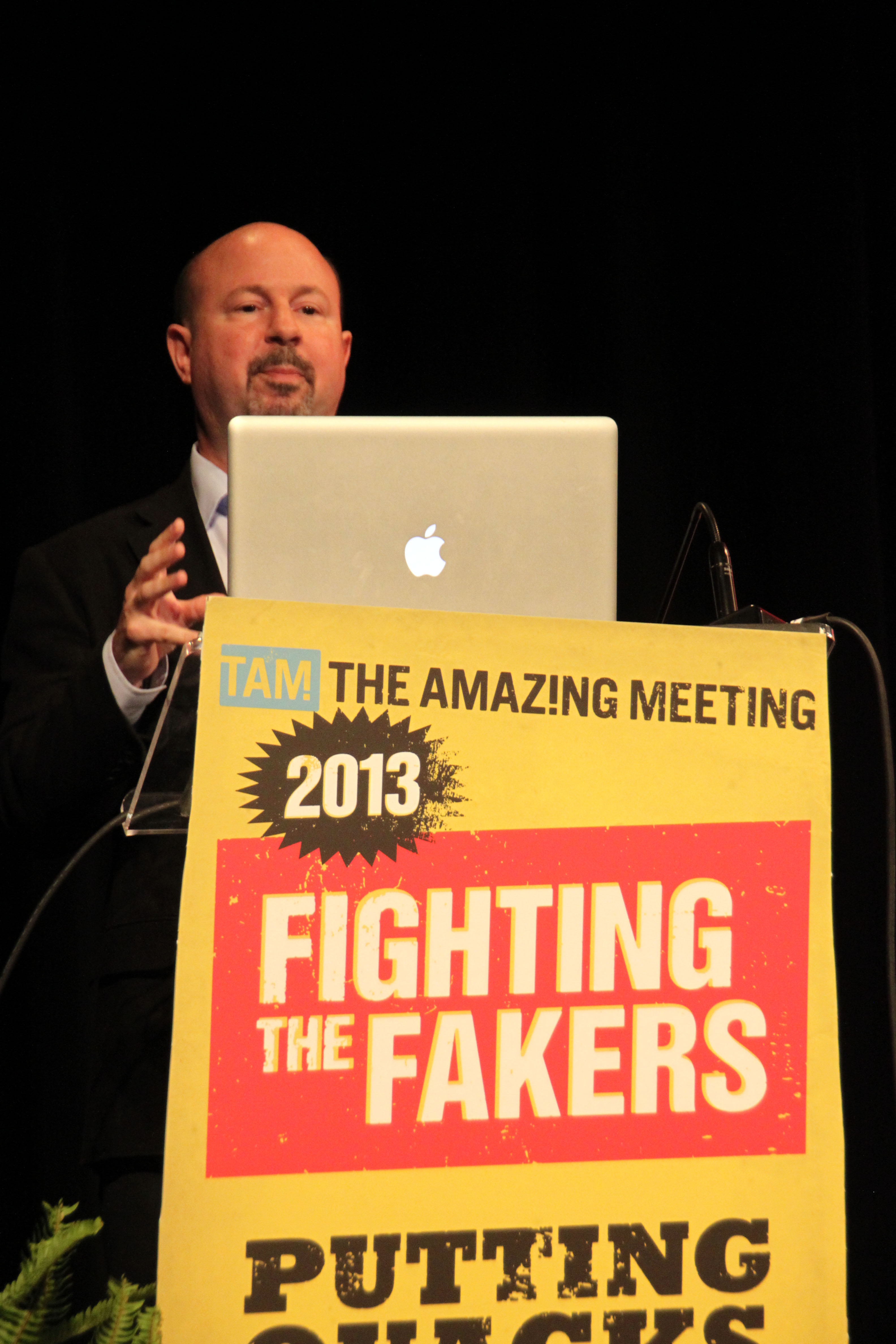
Michael E. Mann in einem Vortrag zum Thema Klimafakes.

Propagandaschlacht ums Klima – Wie wir die Anstifter klimapolitischer Untätigkeit besiegen (The New Climate War: The Fight to Take Back Our Planet) ist ein Buch des amerikanischen Klimatologen und Geophysikers Michael E. Mann aus dem Jahr 2021 über den Klimawandel. In dem Buch erörtert Mann die Maßnahmen der Industrie für fossile Brennstoffe zur Verzögerung von Maßnahmen gegen den Klimawandel, die Reaktionen auf den Klimawandel, die er für unzureichend hält, und die Reaktionen, die er für die besten hält. Das Buch erhielt positive Kritiken. In einem Interview mit Jeff Goodell vom Rolling Stone vertrat Mann die Ansicht, dass eine „saubere Energierevolution und eine Stabilisierung des Klimas mit der heutigen Technologie möglich sind. Alles, was wir brauchen, ist eine Politik, die Anreize für den notwendigen Wandel schafft“.

## Hintergrund
Manns berühmtes „Hockeyschläger“-Diagramm führte zu Morddrohungen und Online-Angriffen. Später wurde er zu einem Experten für Desinformationskampagnen der fossilen Brennstoffindustrie.
Während Goodell sagte, dass ein Großteil der Linken die Bepreisung von Kohlenstoff als „im Grunde eine Art neoliberales Schema, das die Wall Street bereichert und unweigerlich von der Politik korrumpiert wird“, ansieht: Mann schrieb, dass „wirklich alle Lösungen, über die wir sprechen, marktwirtschaftlich sind“, und nannte auch das Montrealer Protokoll in der Vergangenheit als Grund für Optimismus in Bezug auf Kohlenstoffpreise.
Der Klimatologe erklärte jedoch auch, dass die Menschheit möglicherweise das grundlegende konzeptionelle Modell für moderne Volkswirtschaften überdenken muss, denn „es muss eine größere Diskussion darüber geführt werden, ob wir diesen Weg der zunehmenden Ressourcenentnahme und des Verbrauchs auf nachhaltige Weise fortsetzen können“. Er sagte auch, dass der Green New Deal nicht 2021 oder 2022 stattfinden wird: „Wir werden die Pandemie hinter uns lassen. In ein oder zwei Jahren werden wir sie im Rückspiegel sehen, aber wir werden immer noch mitten in einer noch größeren Krise stecken, nämlich der Klimakrise. Und nachdem wir diese Pandemie überstanden haben, wird uns diese Krise hoffentlich die Gelegenheit geben, darüber nachzudenken, wie wir diese noch größere Krise lösen können.“
Mann kritisierte die Regierung Trump, sagte aber, dass „auf staatlicher Ebene genug passiert, in Staaten, die Maßnahmen unterstützen, in Unternehmen, Städten und Gemeinden, dass wir einige Fortschritte gemacht haben [...] wir müssen diesen verlorenen Boden in den nächsten Jahren wieder aufholen. Und die Biden-Regierung scheint alles zu tun, was sie kann, um das zu erreichen“.

## Inhalt

### Titel
Mann erklärte, dass der Titel des Buches (Original: The New Climate War) von seiner Ansicht herrührt, dass es einen alten Klimakrieg des "Angriffs auf die Grundlagenwissenschaft des Klimawandels durch fossile Brennstoffinteressen" gab und dass es jetzt einen neuen Klimakrieg gibt (weil die Auswirkungen des Klimawandels nicht mehr subtil sind), mit Gegnern von Klimamaßnahmen haben unterschiedliche Taktiken, wie z. B. "Klimabefürworter gegeneinander streiten zu lassen, damit wir keine eine einheitliche Stimme, die Veränderungen fordert [...] und die Aufmerksamkeit von den notwendigen systemischen Lösungen oder politischen Lösungen ablenkt, um sich stattdessen auf das individuelle Verhalten zu konzentrieren." Der alte Krieg war ein "völliges Leugnen". Der neue Krieg ist "Täuschung, Ablenkung und Verzögerung", einschließlich der Ablenkung von Drohungen und der Spaltung der Gegner.

### Vorwort
Das Vorwort des Buches in der deutschen Übersetzung wurde von Volker Quaschning 2021 verfasst. Quaschning hebt hier den Kontrast zwischen der Hoffnung und Verzweiflung hervor, die den Kampf gegen den Klimawandel prägen. Der Autor veranschaulicht dies am Beispiel der US-Regierung unter Donald Trump, der den Klimawandel leugnete und aus dem Pariser Klimaabkommen austrat. Gleichzeitig betont Quaschning positive Entwicklungen, wie den Aufstieg von Tesla und den Rückgang des Kohleverbrauchs in den USA. Diese Entwicklungen verdeutlichten, dass der Markt den Klimaschutz ernster nehme als viele Regierungen. Das Vorwort schließt mit der Feststellung, dass Forschung und Entwicklung bereits Lösungen für den Klimaschutz hervorgebracht hätten.

### Inhaltliche Zusammenfassung
Propagandaschlacht ums Klima besteht neben einem Vorwort, Danksagungen, Anmerkungen und einem Index aus neun Kapiteln.
„Die Architekten der Fehlinformation und Irreführung“ und „Die Klimakriege“ umreißen die Geschichte der Leugnung des Klimawandels. Das dritte Kapitel, „Der weinende Indianer und die Geburt der Ablenkungskampagne“, beschreibt detailliert, wie die Kräfte der Leugnung und Verzögerung (wie Unternehmen für fossile Brennstoffe, rechte Parteigänger, Medien und Talkshows sowie vom Öl finanzierte Regierungen) Ablenkungsmanöver einsetzen, um missliebige politische Maßnahmen zu verhindern. In „Du bist schuld!“ geht es um die Strategie, „das Gespräch auf die individuelle Verantwortung zu lenken, nicht auf den systemischen Wandel oder die Schuld der Unternehmen“, wobei u. a. auf die Angriffe russischer Trolle und Bots auf Hillary Clinton und von Bots produzierte Tweets hingewiesen wird, um den Grad der Leugnung im Online-Diskurs über die Klimakrise zu erhöhen.
Im fünften Kapitel („Legen Sie einen Preis fest. Oder auch nicht.“) werden die Subventionen für die Kraftstoffindustrie kritisiert. Mann plädiert für einen Preis für Kohlenstoffemissionen sowie für angebotsseitige Maßnahmen wie ein Fracking-Verbot und Blockaden beim Bau von Pipelines. In „Die Konkurrenz versenken“ befürwortet er Anreize für erneuerbare Energien und die Abschaffung von Anreizen für fossile Brennstoffe. In Kapitel sieben („Pseudolösungen“) lehnt der Autor Maßnahmen wie Erdgas, Kohlenstoffabscheidung und Geo-Engineering als unzureichend ab und bezeichnet eine Reihe von Begriffen der Gegner von Klimaschutzmaßnahmen (wie Brückenkraftstoffe, saubere Kohle, Anpassung und Widerstandsfähigkeit) als „leere Versprechen“.
In „Die Wahrheit ist schlimm genug“ kritisiert Mann einige Umweltschützer als Übertreiber der Klimabedrohung. Das letzte Kapitel, „Die Herausforderung annehmen“, enthält einen Vier-Punkte-Plan:
1. „Ignorieren Sie die Schwarzmaler“
2. „Ein Kind wird sie leiten“
3. „Aufklären, aufklären, aufklären“
4. „Systemischer Wandel ist notwendig“

Mann argumentiert, dass individuelle Maßnahmen wie weniger Fleischkonsum, weniger Reisen und mehr Recycling zwar nützlich, aber unzureichend sind, und dass die Wirtschaft dekarbonisiert werden muss. Der Klimawissenschaftler bezeichnet sich selbst auch als vorsichtig optimistisch angesichts des Aktivismus der Jugend und der raschen Entwicklung grüner Technologien.

## Rezeption
Björn Lohmann schrieb in spektrum.de: „"Krieg", "mächtiges Arsenal", "gewaltige Waffen", "Front" und der "Kampf um den Planeten" – im jüngsten Buch von Michael Mann, einem der renommiertesten und engagiertesten Klimaforschenden weltweit, geht es martialisch zu. Propagandaschlacht ums Klima heißt das umfangreiche Sachbuch, im Englischen sogar The New Climate War. Das wirkt auf den ersten Blick übertrieben, doch nach der Lektüre fallen die Vorbehalte gegen diese Wortwahl deutlich schwächer aus. Der deutsche wie der englische Titel beschreiben zusammen genau, worum es im Buch geht. Oder mit den Worten des US-Autors: "Die Klimaschutzverhinderer wurden gezwungen, sich von der harten Klimaleugnung auf eine weichere Leugnung zurückzuziehen: herunterspielen, ablenken, spalten, verzögern und Verzweiflung schüren." Wolle man dagegen antreten, müsse man die Strategien entlarven und überwinden.“
Jeff Masters schrieb in Yale Climate Connections, dass The New Climate War „von mehr Grafiken und Cartoons als Ergänzung zu seinen 267 Seiten Text profitieren könnte. Alles in allem ist das Buch jedoch ein Muss für jeden klimaerfahrenen und klimaabhängigen Menschen. (Nur Luftatmer müssen sich bewerben!)“ Richard Schiffman von New Scientist erklärte: „Mit dem großen UN-Klimagipfel COP26, der noch in diesem Jahr in Glasgow, Großbritannien, stattfinden soll, könnte Manns Aufruf, den Klimawandel ernst zu nehmen, nicht aktueller sein. Hoffen wir, dass er Recht hat und sich das Blatt endlich wendet.“
Adrienne Hollis schrieb, dass „das Buch jede Aktion und jede Untätigkeit zusammenfasst, die den Kampf zum Schutz der Erde vor den negativen Folgen des Klimawandels beeinflusst hat. Mann legt offen, wann diejenigen, die sich für den Klimaschutz einsetzen, versagt haben“. Sie bezeichnete das Buch als „ein Muss, nicht nur für Menschen, die sich gegenwärtig für den Klimawandel einsetzen, sondern auch für diejenigen, die neu im Kampf gegen den Klimawandel sind, wobei letztere viel über die Herausforderungen, Kämpfe und Angriffe der Vergangenheit lernen werden“.
Carolyn Gramling argumentierte in Science News: „Das Hauptaugenmerk von The New Climate War liegt auf der Bekämpfung der psychologischen Kriegsführung, und in dieser Hinsicht ist das Buch faszinierend und oft unterhaltsam. Es ist eine fesselnde Mischung aus mit Fußnoten versehener Geschichte, bissigen politischen Kommentaren und persönlichen Anekdoten.“ Ein Rezensent von Kirkus Reviews nannte es ein „unverblümtes, klares Werk der Klimapolitik [...] Indem er konsequent seine umfassende Beherrschung der Klimawissenschaft und der damit verbundenen Politik unter Beweis stellt, führt er die Leser klar durch die unaufrichtigen Argumente über“ eine Reihe von Maßnahmen und Trends im Zusammenhang mit der Klimakrise.
Die Financial Times wählte das Buch in die engere Wahl zum „Wirtschaftsbuch des Jahres 2021“.
Es stand auch auf der Longlist für den Wainwright-Preis 2021.